# 王元瑞
王元瑞（？—？），字伯禎，一字伯征，號心岫，直隸青浦縣人，晚明政治人物，同進士出身。

## 生平
萬曆二十三年進士王孫熙之子。萬曆二十八年（1600年）舉庚子科應天鄉試，萬曆四十一年（1613年）登癸丑科進士。授江西太和縣知縣，曾筑矶以禦赣江，并铸铁牛镇之，人稱“王公堤”。以治最，行取入京，候选吏部，天啟元年（1621年）考选，閏二月補授福建道監察御史。

## 家族
曾祖王渭。祖父王朝松，敕封文林郎知縣。父王孫熙，萬曆乙未進士，官台州知府。